# I'm a Joker
"I'm a Joker" är en musiksingel från den georgiska sångaren Anri Dzjochadze. Med låten representerade Dzjochadze Georgien vid Eurovision Song Contest 2012 i Baku i Azerbajdzjan. 
Eftersom ett stycke i inledningen av låten framförs på georgiska var detta första gången som språket framfördes i tävlingen. Låten framfördes i den andra semifinalen den 24 maj 2012 i Bakus kristallhall. Bidraget gick dock inte vidare till finalen.
Låten är komponerad av den georgiske kompositören Rusudan Tjchaidze. Texten är skriven av Bibi Kvatjadze, som tidigare bland annat skrivit två av Georgiens bidrag till tävlingen (Visionary Dream år 2007 och det diskvalificerade bidraget We Don't Wanna Put In 2009). Den officiella musikvideon hade premiär den 18 mars.

## Versioner
1. "I'm a Joker" – 3:01[5]
2. "I'm a Joker" (karaokeversion) – 3:00[6]